# Louis Lasteyras
Pour les articles homonymes, voir Lasteyras.
Louis Lasteyras est un homme politique et un homme de lettres français, né le 28 mars 1851 à Thiers (Puy-de-Dôme), mort le 8 décembre 1931 à Vichy (Allier). Il fut maire radical-socialiste de Vichy de 1900 à 1912, puis de nouveau de 1919 à 1929.

## Biographie
François Anne Marie Louis Gervais Lasteyras est le fils d'un notaire de Thiers, François Marie Félix Lasteyras. Lorsqu'il a deux ans, ses parents s'installent à Saint-Pont, d'où venait sa famille maternelle, les Tixier.
Après ses études, il s’engage comme mousse sur le voilier Le Commerce, puis s’engage comme sergent dans l’armée durant la guerre de 1870. Il s’installe à Vichy après avoir été démobilisé. Durant sept ans il dilapide son héritage. Il a également créé une troupe dramatique. Il fonde Le Courrier de Vichy devenu Moniteur de l’Allier, où il se révèle un redoutable polémiste.
Il est connu pour son caractère impulsif et ses coups de tête. En 1889, il est condamné pour coups et blessures après une bagarre dans un café. En 1896, il se bat en duel avec un journaliste qui l'avait attaqué. En 1903, alors même qu'il est maire, il enlève une jeune fille et fait une fugue loin de sa femme et de sa mairie pendant plus de deux mois, ce qui ne l'empêchera pas d'être réélu l'année suivante.
Il est l'auteur de plusieurs œuvres littéraires, parmi lesquelles un recueil de poèmes, Mes Grelots. Il est aussi poète en langue d'oc : In tillant la chibre, los sès.
Il est élu maire de Vichy en mai 1900 face à Ferdinand Desbrest et le reste jusqu’en mai 1912 où il est battu par l’opposition municipale. Il est réélu maire le 10 décembre 1919 mais est battu aux élections de mai 1929.
Pendant ses mandats de maire de Vichy, il est très actif : il fait faire d'importants travaux d'adduction d'eau, d'assainissement et d'éclairage public, il lance l'asphaltage des rues, déplace la poste et les abattoirs, modernise l'hôpital et prépare la construction du nouvel hôtel de ville.
Il meurt deux ans plus tard, le 8 décembre 1931, à 80 ans. Il est inhumé au cimetière de Vichy.

## Distinctions et hommages
Louis Lasteyras est officier de la Légion d'honneur.
Une petite place de Vichy située près de la gare porte son nom.

## Mandats
- Conseiller municipal élu en juin 1892.
- Premier adjoint au maire nommé en 1893.
- Maire de Vichy de mai 1900 à mai 1912  puis de décembre 1919 à mai 1929.